# Annie Choong
Annie Choong (Federación Malaya; 20 de febrero de 1934 – Petaling Jaya, Malasia; 2 de noviembre de 2024) fue una atleta malasia especialista en la carrera de velocidad.

## Carrera
Fue la primera mujer de Malasia en participar en los Juegos Olímpicos, cuando hizo su aparición en Melbourne 1956 en la prueba de 100 metros donde terminó en cuarto lugar del quinto hit clasificatorio entre cuatro participantes.

## Muerte
Annie Choong murió de demencia en Petaling Jaya el 2 de noviembre de 2024 a los 90 años.